# Полковник-Чолаково
Полко́вник-Чола́ково (болг. Полковник Чолаково) — село в Силістринській області Болгарії. Входить до складу общини Кайнарджа.

## Населення
За даними перепису населення 2011 року у селі проживали 239 осіб.
Національний склад населення села:
| Національність   | Кількість осіб | Відсоток |
| ---------------- | -------------- | -------- |
| турки            | 211            | 92,5%    |
| болгари          | 12             | 5,3%     |
| цигани           | 3              | 1,3%     |
| Всього відповіли | 228            |          |

Розподіл населення за віком у 2011 році:
Динаміка населення: